# Религия на Кубе
 Католики (41 %) Местные культы (17 %) Африканские культы (35 %) Протестанты (6 %) Другое (3 %)
В основе своей население Кубы исповедует католичество (около 40—60 %), часть — африканские традиционные верования (ифа, сантерия, иные культы; 35 %). При этом данные о настоящей вере кубинцы предпочитают умалчивать, называя католичество вместо своей настоящей, отсюда и большой разброс в данных (20 %). Около 5 % населения Кубы — протестанты разных направлений (баптисты, пятидесятники, Свидетели Иеговы, пресвитерианцы и др.). Некоторая часть население исповедует православие разных течений (греческое, русское), Ислам, Иудаизм,
Из-за политики радикального атеизма в 1959—1990 в разное время разная часть населения считала себя атеистами (не стоит опираться на официальные цифры, так как заявление о своем безверии может расцениваться как результат страха преследования), — в 1980 году 46 % кубинцев заявили о своем атеизме, в 2001 — уже 14 %.
Огромное количество синкретических течений на Кубе объясняется активным импортом испанцами рабов из стран южной Африки. По данным Госдепа США, до 80 % населения Кубы исповедуют африканские, произошедшие от африканских культо, смешанные с африканскими культами, религиозные течения.

## Положение религии после революции 1959 года
После Кубинской революции 1959 года Куба ограничила религиозную практику, что привело к преследованиям многих католиков в университетах и на рабочих местах. В своей конституции правительство признает право граждан исповедовать и исповедовать любые религиозные убеждения при соблюдении закона. Однако на практике правительство поныне налагает ограничения на свободу вероисповедания. Очевидно, некоторые исследования пытались связать афро-кубинские религии с психическими заболеваниями. 1970-е годы были неспокойными, и многие верующие решили скрыть свою веру в ответ на преследования со стороны государства.
В последующие годы, после распада Советского Союза, государство заняло более примирительную позицию по отношению к религии и уменьшило пропаганду атеизма. В ноябре 1991 года Коммунистическая партия начала допускать верующих в свои ряды. В июле 1992 года в Конституцию были внесены поправки, исключающие определение Кубы как государства, основанного на марксизме-ленинизме, и была добавлена статья 42, запрещающая дискриминацию на основе религиозных убеждений. Небольшим центрам поклонения снова было разрешено по закону существовать. Однако к началу 1990-х годов, после трех десятилетий государственного атеизма, кубинское общество стало почти полностью секуляризованным. Еженедельное посещение церкви на острове с населением 11 миллионов человек оценивалось примерно в 250 000, или около 2 % населения (с разделением даже между католиками и протестантами).
Кубинская епископальная конференция резко критиковала американское эмбарго против Кубы и заявила, что от него пострадало все население. Это повлияло на Конференцию католических епископов США, которая заявила, что продукты питания и лекарства должны быть исключены из эмбарго.
В январе 1998 года Папа Иоанн Павел II совершил исторический визит на остров по приглашению кубинского правительства и католической церкви. Во время своего визита он раскритиковал блокаду США. 20 октября 2008 года во время официальной церемонии, на которой присутствовал Рауль Кастро, открылся первый православный храм на Кубе.